# Narope marmorata
Narope marmorata är en fjärilsart som beskrevs av William Schaus 1902. Narope marmorata ingår i släktet Narope och familjen praktfjärilar. Inga underarter finns listade i Catalogue of Life.